# Острову-Мік
Острову-Мік (рум. Ostrovu Mic) — село у повіті Хунедоара в Румунії. Входить до складу комуни Риу-де-Морі.
Село розташоване на відстані 282 км на північний захід від Бухареста, 40 км на південь від Деви, 128 км на схід від Тімішоари.

## Населення
За даними перепису населення 2002 року у селі проживали 106 осіб, усі — румуни. Усі жителі села рідною мовою назвали румунську.